# دانه انار (مجموعه تلویزیونی ارمنستانی)
دانه انار (ارمنی: Նռան հատիկ Nran hatik; انگلیسی: Pomegranate Seed) یک مجموعه تلویزیونی درام رمانس ارمنستانی ۳۸–۴۰ دقیقه‌ای محصول سال ۲۰۱۷ کشور ارمنستان به کارگردانی، تهیه‌کنندگی دیانا گریگوریان می‌باشد. این مجموعه از روز ۱۱ سپتامبر ۲۰۱۷ از آرمنیا تی‌وی و پان‌آرمنین تی‌وی شروع به نمایش درآمد. این مجموعه هر روز کاری ساعت ۲۱:۴۵ شب پخش می‌شد. بیشتر داستان این مجموعه در ایروان در ارمنستان اتفاق می‌افتد.

## داستان
زندگی سوفیای جوان پس از اینکه متوجه می‌شود دوست پسرش که یک سرباز شجاع و قهرمان است مرده است، به‌طور کامل ویران می‌شود. نه تنها این خبر، بلکه خودکشی پدرش نیز رؤیاها و نقشه‌های سوفیا را ویران می‌کند. مادر سوفیا برای پرداخت بدهی‌های شوهرش تقریباً همه چیز را می‌فروشد. علاوه بر این، وی دو فرزند خردسال خویش را به دلیل نداشتن شرایط عادی زندگی به پرورشگاه می‌سپارد. برای زندگی، وی و دختر بزرگش سوفیا با هم در خانه استاندار به عنوان خدمتکار شروع به کار می‌کنند. سوفیا در آن خانه با شخصیت شرور اصلی فیلم آشنا می‌شود که در واقع دوست پسرش را کشته و زندگی او را نابود کرده است.

## بازیگران
- آگنسا شاهنازاریان
- ژولیتا استپانیان[ب][۱]
- لوون هاروتیونیان
- رودولف قوندیان
- آرا دقتریکیان
- موسس یرمیان[پ]
- رزا فیلبرگ
- هایک چومویان[ت]
- داویت ماردیان[ث]
- آرسن لوونیان[ج]

## یادداشت
1. ↑  Diana Grigoryan
2. ↑  Djulieta Stephanyan
3. ↑  Movses Yeremyan
4. ↑  Hayk Chomoyan
5. ↑  Davit Mardyan
6. ↑  Arsen Levonyan